# Ditassa endoleuca
Ditassa endoleuca är en oleanderväxtart som beskrevs av Rudolf Schlechter. Ditassa endoleuca ingår i släktet Ditassa och familjen oleanderväxter. Inga underarter finns listade i Catalogue of Life.